# Oil Barons
Oil Barons est un jeu vidéo de simulation économique développé par Tom Glass publié par Epyx en 1983 sur Apple II, Commodore 64 et IBM PC. Le joueur incarne un magnat de l'industrie pétrolière et tente de faire fortune en achetant des terrains, en forant des puits puis en exploitant leur production. Il s'agit d'un mélange de jeu de plateau et de jeu vidéo. Il est ainsi vendu avec un grand plateau de jeu et de nombreux pions. Le plateau est constitué de 2000 cases qui représentent différents types de terrains comme le désert, la glace, la jungle ou la ville. Les pions sont par exemple utilisés pour identifier le propriétaire d'un terrain ou représenter un puits de pétrole,. De son côté, l'ordinateur gère notamment les ventes de terrains ou d'actions, le forage de nouveaux puits et les payements. Il fait également part aux joueurs des événements spéciaux comme un tremblement de terre ou al création d'un parc national.